# Arthur Aylesworth
Arthur Preston Aylesworth (Apponaug, 12 agosto 1883 – Los Angeles, 26 giugno 1946) è stato un attore statunitense.

## Filmografia parziale
- British Agent, regia di Michael Curtiz (1934)
- Il lupo scomparso (The Case of the Howling Dog), regia di Alan Crosland (1934)
- Gentlemen Are Born, regia di Alfred E. Green (1934)
- Un grullo in bicicletta (6 Day Bike Rider), regia di Lloyd Bacon (1934)
- Il re dei Pecos (King of the Pecos), regia di Joseph Kane (1936)
- I Cover the War, regia di Arthur Lubin (1937)
- Baci sotto zero (Fifty Roads to Town), regia di Norman Taurog (1937)
- Il mercante di schiavi (Slave Ship), regia di Tay Garnett (1937)
- Cuori umani (Of Human Hearts), regia di Clarence Brown (1938)
- Arditi dell'aria (Test Pilot), regia di Victor Fleming (1938)
- Jess il bandito (Jesse James), regia di Henry King (1939)
- 6,000 Enemies, regia di George B. Seitz (1939)
- Il terrore dell'Ovest (The Oklahoma Kid), regia di Lloyd Bacon (1939)
- Il ritorno del dottor X (The Return of Doctor X), regia di Vincent Sherman (1939)
- L'uomo del West (The Westerner), regia di William Wyler (1940)
- Ondata d'amore (Moontide), regia di Archie Mayo (1942)